# Prix littéraires 1971
Liste des prix littéraires décernés au cours de l'année 1971 :

## Prix internationaux
- Prix Nobel de littérature : Pablo Neruda, poète chilien[1]
- Grand prix de littérature du Conseil nordique : Thorkild Hansen (Danemark) pour La Côte des esclaves
- Grand prix littéraire d'Afrique noire :  Ex æquo : Massa Makan Diabaté (Mali) pour Janjon et l'abbé Pierre Mviena (Cameroun) pour L'Univers culturel et religieux du peuple Béti.
- Prix littéraire des Caraïbes : Marie-Magdeleine Carbet (France) pour Roses de ta grâce

## Allemagne
- Prix Georg-Büchner : Uwe Johnson, écrivain allemand[2]

## Belgique
- Prix Victor-Rossel : Renée Brock pour L'Étranger intime

## Canada
- Grand prix du livre de Montréal : Gaston Miron pour L'Homme rapaillé
- Prix Athanase-David : Paul-Marie Lapointe
- Prix du Gouverneur général :
  - Catégorie « Romans et nouvelles de langue anglaise » : Mordecai Richler pour St. Urbain's Horseman (Le cavalier de Saint-Urbain)
  - Catégorie « Romans et nouvelles de langue française » : Gérard Bessette pour Le Cycle
  - Catégorie « Poésie ou théâtre de langue anglaise » : John Glassco pour Selected Poems
  - Catégorie « Poésie ou théâtre de langue française » : Paul-Marie Lapointe pour Le Réel absolu
  - Catégorie « Études et essais de langue anglaise » : Pierre Berton pour The Last Spike
  - Catégorie « Études et essais de langue française » : Gérald Fortin pour La Fin d'un règne
- Prix Jean-Hamelin : Georgette Lacroix pour Entre nous... ce pays

## Chili
- Prix national de Littérature : Humberto Díaz Casanueva (es) (1906-1992)

## Corée du Sud
- Prix de littérature contemporaine (Hyundae Munhak) :
  - Catégorie « Poésie » : Yoo Gyeong-hwan pour 겨울 저녁 바다
  - Catégorie « Roman » : Park Sunnyeo pour 어떤 巴里
  - Catégorie « Critique » : Lee Yusik pour 한국소설론
- Prix Poésie contemporaine : Kim Jong-sam
- Prix Woltan : Kim Yun-seong pour 예감

## Espagne
- Prix Nadal : José María Requena, pour El cuajarón
- Prix Planeta : José María Gironella, pour Condenados a vivir
- Prix national de Narration : Ángel Palomino (es), pour Torremolinos Gran Hotel
- Prix national de poésie : non décerné
- Prix Adonáis de Poésie : José Infante (es), pour Elegía y no.
- Prix d'honneur des lettres catalanes : Francesc de Borja Moll i Casasnovas
- Prix de la critique Serra d'Or :
  - Alexandre Cirici i Pellicer, pour L'art català contemporani, essai.
  - Baltasar Porcel, pour Difunts sota els ametllers en flor, contes.
  - Vicenç Riera i Llorca (ca), pour Amb permís de l'enterramorts, roman.
  - Joan Brossa, pour Poesía rasa, recueil de poésie.
  - Ferran Soldevila i Zubiburu (ca), pour Al llarg de la meva vida, œuvre narrative non fiction.

## États-Unis
- National Book Award : 
  - Catégorie « Fiction » : Saul Bellow pour Mr. Sammler's Planet (La Planète de M. Sammler)
  - Catégorie « Essais - Arts et Lettres » : Francis Steegmuller pour Cocteau: A Biography
  - Catégorie « Essais - Histoire et Biographie » : James MacGregor Burns pour Roosevelt: The Soldier of Freedom
  - Catégorie « Essais - Sciences » : Raymond Phineas Stearns pour Science in the British Colonies of America
  - Catégorie « Poésie » : Mona Van Duyn pour To See, To Take: Poems
- Prix Hugo :
  - Prix Hugo du meilleur roman : L'Anneau-Monde (Ringworld) par Larry Niven
  - Prix Hugo du meilleur roman court : Mauvaise rencontre à Lankhmar (Ill Met in Lankhmar) par Fritz Leiber
  - Prix Hugo de la meilleure nouvelle courte : Sculpture lente (Slow Sculpture) par Theodore Sturgeon
- Prix Locus :
  - Prix Locus du meilleur roman : L'Anneau-Monde (Ringworld) par Larry Niven
  - Prix Locus de la meilleure nouvelle : La Région intermédiaire (The Queen of Air and Darkness) par Poul Anderson
  - Prix Locus du meilleur recueil de nouvelles : The Science Fiction Hall of Fame Volume 1 par Robert Silverberg, éd.
- Prix Nebula :
  - Prix Nebula du meilleur roman : Le Temps des changements (A Time of Changes) par Robert Silverberg
  - Prix Nebula du meilleur roman court : L'Homme qui avait disparu (The Missing Man) par Katherine MacLean
  - Prix Nebula de la meilleure nouvelle longue : La Reine de l'air et des ténèbres (The Queen of Air and Darkness) par Poul Anderson
  - Prix Nebula de la meilleure nouvelle courte : Bonnes nouvelles du Vatican (Good News from the Vatican) par Robert Silverberg
- Prix Pulitzer :
  - Catégorie « Fiction » : non attribué
  - Catégorie « Biographie et Autobiographie » : Lawrence Thompson pour Robert Frost : The Years of Triumph, 1915–1938
  - Catégorie « Essai » : John Toland pour The Rising Sun
  - Catégorie « Histoire » : James MacGregor Burns pour Roosevelt: The Soldier of Freedom
  - Catégorie « Poésie » : William S. Merwin pour The Carrier of Ladders
  - Catégorie « Théâtre » : Paul Zindel pour The Effect of Gamma Rays on Man-in-the-Moon Marigolds (L'Effet des rayons gamma sur les vieux-garçons)

## Finlande
- Prix Aleksis-Kivi : non décerné
- Prix Kalevi-Jäntti : Lassi Sinkkonen pour Sumuruisku ja Solveigin laulu
- Prix Eino-Leino : Vilhelm Helander et Mikael Sundman
- Prix national de littérature : Paavo Haavikko pour Neljätoista hallitsijaa, Ulla-Lena Lundberg pour Gaijin, Erno Paasilinna pour Alamaisen kyyneleet, Pertti Nieminen pour Virralla, Leena Krohn pour Vihreä vallankumous, Tove Jansson pour Sent i november
- Prix littéraire de la ville de Tampere : Eeva-Liisa Manner pour Paetkaa purret kevein purjein, Eila Pennanen pour Himmun rakkaudet
- Prix Tollander : Tove Jansson
- Prix Rudolf-Koivu : Katriina Viljamaa-Rissanen pour Suuri satukirja
- Prix Topelius : Rauha S. Virtanen pour Joulukuusivarkaus
- Prix Mikael-Agricola : Eila Pennanen
- Médaille Anni-Swan : non décerné
- Prix d'écriture Juhana-Heikki-Erkko : Erik Gullman
- Prix Juhana-Heikki-Erkko : Antti Tuuri pour Asioiden suhteet ja Lauantaina illalla
- Médaille Kiitos kirjasta : Lassi Sinkkonen pour Solveigin laulu
- Prix Arvid-Lydecken : Leena Krohn pour Vihreä vallankumous
- Prix Kaarle : Päivi Oinonen et Risto Lehmusoksa

## France
- Prix Goncourt : Jacques Laurent, Les Bêtises, Paris, J. Tallandier
- Prix Médicis : Pascal Lainé, L'Irrévolution, Paris, Gallimard
- Prix Femina : Angelo Rinaldi, La Maison des Atlantes, Paris, Denoël
- Prix Renaudot : Pierre-Jean Rémy, Le Sac du palais d'été, Paris, Gallimard
- Prix Interallié : Pierre Rouanet, Castell, Paris, B. Grasset
- Grand prix du roman de l'Académie française : Jean d'Ormesson, La Gloire de l'Empire, Paris, Gallimard
- Prix des libraires : Kamouraska d'Anne Hébert
- Prix des Deux Magots : Un siècle débordé de Bernard Frank
- Prix du Quai des Orfèvres : André Friederich pour Un mur de 500 briques
- Prix du Roman populiste : André Pierrard pour La Fugue flamande
- Prix mondial Cino-Del-Duca : Ignazio Silone pour l'ensemble de son œuvre

## Italie
- Prix Strega : Raffaello Brignetti, La spiaggia d'oro (Rizzoli)
- Prix Bagutta : Pietro Gadda Conti (it), La paura (Ceschina)
- Prix Campiello : Gianna Manzini, Ritratto in piedi
- Prix Napoli : Michele Prisco, I cieli della sera, (Rizzoli)
- Prix Viareggio : Ugo Attardi, L'erede selvaggio

## Monaco
- Prix Prince-Pierre-de-Monaco : Antoine Blondin[3]

## Royaume-Uni
- Prix Booker : V. S. Naipaul pour In a Free State (Dans un État libre)[4]
- Prix James Tait Black :
  - Fiction : Nadine Gordimer pour A Guest of Honour
  - Biographie : Julia Namier pour Lewis Namier
- Prix WH Smith : Nan Fairbrother pour New Lives, New Landscapes
- Prix John-Llewellyn-Rhys : Fireflies de Shiva Naipaul
- Médaille Carnegie : Ivan Southall pour Josh
- Prix Rose-Mary-Crawshay : non attribué
- Prix Somerset-Maugham : Susan Hill pour I'm the King of the Castle et Richard Barber pour The Knight and Chivalry